# コンフォタブリー・ナム
「コンフォタブリー・ナム」（Comfortably Numb）は、1979年に発表されたピンク・フロイドのアルバム『ザ・ウォール』の収録曲。通称「ザ・ドクター」とも呼ばれる。作詞はロジャー・ウォーターズ、作曲はデヴィッド・ギルモア。
アルバムのストーリーが後半へと展開していく段階の曲で、生気を失った主人公（ピンク）を覚醒させるために、医師によってドラッグが投与されるという内容。ヴォーカルはドクターパートをウォーターズ、ピンクをギルモアが担当している。また、ギルモアのギター・プレイは、彼のベスト・プレイにも挙げられる。DiditalDreamDoor.comが選出した「偉大なギターソロトップ100」では1位に選ばれ、2009年に『Guitar World』誌が選出した「50グレイテスト・ギター・ソロ」では4位となった。
元々は、ギルモアが1978年に発表したソロアルバム『デヴィッド・ギルモア』のレコーディング・セッション時に出来ていたアイデアであり、ギルモアがこの曲を『ザ・ウォール』に流用したものである。
前半と後半の二回ギターソロがあるが、シングル化の際に前半部分のギターソロをカットした状態で発売され、現在でも高い人気を誇る楽曲である。1984年のギルモアのソロ・ツアー、1987年と1994年のピンク・フロイドのツアー時、1990年代以降ではウォーターズのソロ・ツアーでもライヴの終盤に演奏されている楽曲である。また、ウォーターズが復帰した2005年7月のLIVE 8のステージにおいてもトリに演奏されている。

## カヴァー
2004年にはシザー・シスターズによるカヴァーがシングルとしてリリースされ、全英シングルチャートで10位に達した。